# Nationalmuseum von Saudi-Arabien

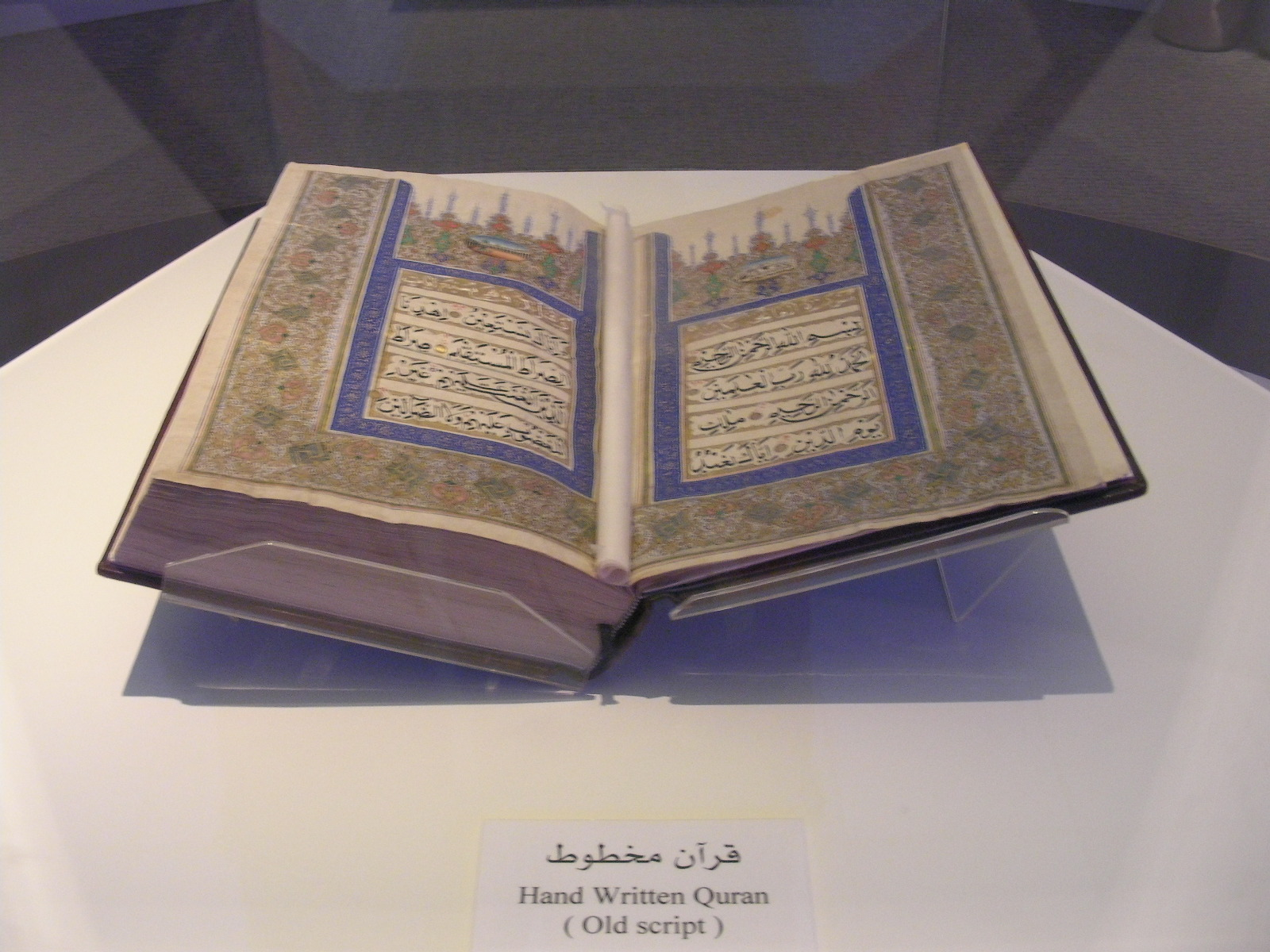
Handgeschriebenes Exemplar des Koran, ausgestellt im Nationalmuseum von Saudi-Arabien

Das Nationalmuseum von Saudi-Arabien (arabisch المتحف الوطني السعودي, DMG al-matḥaf al-waṭanī as-saʿūdī) ist ein kulturhistorisches Museum und Bestandteil des König Abd al-Aziz-Zentrums für Geschichte, zu dem außer dem Museum noch die König Abd al-Aziz-Stiftung für Forschung und Archive (Darah), die König Abd al-Aziz-Bibliothek und der Murabba-Palast gehören. Das Nationalmuseum befindet sich in Riad, der Hauptstadt des Königreichs Saudi-Arabien.

## Geschichte
1963 wurde im Bildungsministerium des Königreichs Saudi-Arabien eine eigene Abteilung geschaffen, die das urgeschichtliche Erbe des Landes betreuen sollte. Daraus wurde 1972 der Oberste Rat für Antiken gebildet (seit 1975: Amt für Antiken und Museen), der einen langfristigen Plan zum Umgang mit den Bodendenkmälern des Landes entwickelte. Dazu zählte die Aufnahme aller bekannten archäologischen Fundstellen des Landes in ein Register, das heute ca. 40.000 Stätten umfasst, die Herausgabe der ersten archäologischen Fachzeitschrift des Landes, Atlal – The Journal of Saudi Arabian Archaeology, die regelmäßig seit 1977 erscheint, und die Gründung des Nationalmuseums. Seit 1996 wurde es dann nach einer Planung des Architekten Raymond Moriyama errichtet. Er wählte dafür Formen und Farben, die an die Wüstenlandschaft um Riad erinnern. Das Gebäude endet und gipfelt in einer halbmondförmigen, aufsteigenden Mauer, deren Spitze sowohl an ein Minarett erinnert als auch nach Mekka weist.
Eröffnet wurde das Museum 1999.

## Präsentation
Für Besucher sind acht Abteilungen mit Dauerausstellungen eingerichtet, die nach zeitlichen Epochen gestaltet sind. Die achte befasst sich mit dem Haddsch und den heiligen Moscheen in Mekka und Medina. Darüber hinaus gibt es zwei Bereiche, in denen Sonderausstellungen gezeigt werden können. Weiter sind im Museum Service-Einrichtungen für den Betrieb untergebracht. Insgesamt weist das Museum eine überbaute Fläche von 28.000 Quadratmetern auf. Die Dauerausstellung gliedert sich in die Abteilungen:
- Entstehung des Universums und des Menschen. Hier wird die Schöpfung der Welt durch Allah erklärt, Geologie, Mineralogie und Paläontologie präsentiert.
- Umwelt (Berge, Wüsten und Oasen sowie das die Arabische Halbinsel umgebende Meer), Urgeschichte und Archäologie, insbesondere das Paläolithikum.
- Frühgeschichtliche Zivilisationen. Hier wird die Zeit von etwa 6000 v. Chr. bis 400 n. Chr. gezeigt. Beispielhaft werden hier die archäologischen Fundstätten von Medyan, Qaryat al-Fau, Ain Zubaida und al-Aflai vorgestellt. Die Galerie schließt eine Sektion über die Entwicklung der Schrift auf der arabischen Halbinsel ein.
- Jahiliyyah-Galerie: Protoislamische Periode (400–650 n. Chr.). Hier wird die Zivilisation der arabischen Stämme in der Zeit unmittelbar vor dem Auftreten des Propheten Mohammed und die frühe arabische Kalligrafie vorgestellt.
- Zeit des Propheten Mohammed. Hier geht es um das Leben und Wirken des Propheten, insbesondere die Hidschra. Mittelpunkt der Ausstellung bildet der Koran.
- Islam und die Arabische Halbinsel. Diese Abteilung betrachtet die Zeit von Mohamed bis nach dem Ersten Weltkrieg. Sie ist in Sektionen eingeteilt:
  - Die Zeit des Propheten Mohamed
  - Die Zeit der Kalifen bis zum Osmanischen Reich
- Saudische Staaten bis in die Zeit der Jugend von König Abd al-Aziz ibn Saud.
- Vereinigungsgalerie. Hier wird die Entstehung des modernen Saudi-Arabien dargestellt.
- Haddsch und die heiligen Moscheen. Hier wird die Entwicklung der Moscheen in Mekka und Medina, der Kaaba und der Prophetenmoschee, sowie Dokumente zur Entwicklung des Haddsch gezeigt.

## Wissenswertes
Vom 26. Januar bis zum 9. April 2012 war im Museum für Islamische Kunst der Staatlichen Museen zu Berlin im Pergamonmuseum der Staatlichen Museen zu Berlin eine Sonderausstellung unter dem Titel Roads of Arabia –  Archäologische Schätze aus Saudi-Arabien zu sehen, die eine Auswahl der Sammlungen des Nationalmuseums von Saudi-Arabien zeigte.